# 大塞讷塞
大塞讷塞（法語：Sennecey-le-Grand，法語發音：[sɛnsɛ lə ɡʁɑ̃]）是法国索恩-卢瓦尔省的一个市镇，属于索恩河畔沙隆区。

## 地理
大塞讷塞（46°38'33"N, 4°52'13"E）面积26.76 平方千米，位于法国勃艮第-弗朗什-孔泰大區索恩-卢瓦尔省，该省份为法国中部省份，北起顺时针与科多尔省、汝拉省、安省、罗讷省、卢瓦尔省、阿列省和涅夫勒省接壤。
与大塞讷塞接壤的市镇（或旧市镇、城区）包括：圣西尔、格罗讷河畔博蒙、布瓦耶、索恩河畔日尼、瑞日、莱沃、蒙索拉尼。

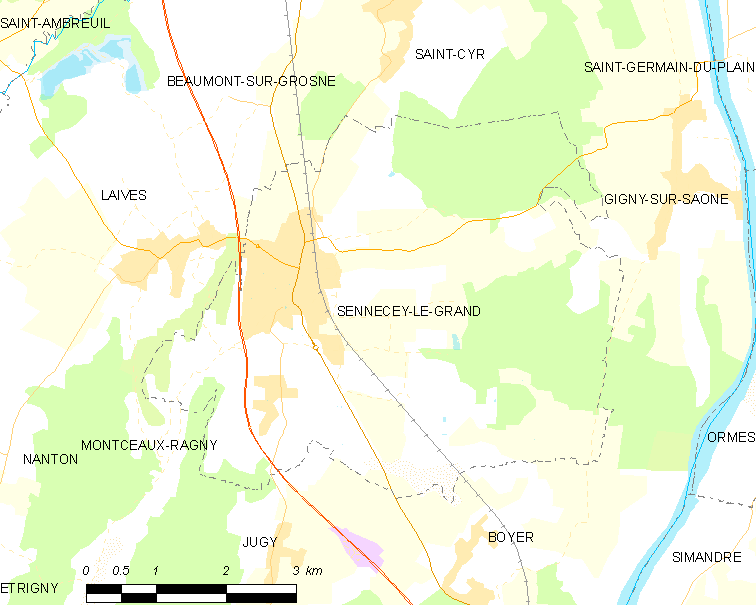
大塞讷塞的OSM定位图

大塞讷塞的时区为UTC+01:00、UTC+02:00（夏令时）。

## 行政
大塞讷塞的邮政编码为71240，INSEE市镇编码为71512。

## 政治
大塞讷塞所属的省级选区为图尔尼县。

## 人口

1962-2008年间大塞讷塞人口变化图示

大塞讷塞于2022年1月1日时的人口数量为2911人。